# Katy Hudson (album)
Cet article concerne l’album de Katy Hudson. Pour la chanteuse éponyme, voir Katy Hudson.
Albums de Katy Hudson
One of the Boys
(2008)
Singles
1. Trust in Me
Sortie : Février 2001
2. Search Me
Sortie : Juin 2001

Katy Hudson est le premier album studio de la chanteuse américaine homonyme, qui a ensuite adopté le nom de scène Katy Perry. Il est sorti le 6 mars 2001 sous le label Red Hill Records. Hudson y a principalement incorporé des éléments de musique chrétienne contemporaine et de rock chrétien dans les compositions des morceaux, avec des thèmes lyriques abordant l’adolescence et l’enfance, qui gravitent autour de sa foi en Dieu.
L’album a engendré deux singles radiophoniques et Hudson a entrepris deux tournées à travers les États-Unis afin de le promouvoir. Après sa parution, Katy Hudson a reçu des commentaires positifs des critiques de musique. Certaines d’entre elles ont salué ses compositions et ont reconnu un véritable talent en raison de sa voix unique, alors que d’autres ont critiqué la musique pour être « surproduite ». Commercialement, l’album a été un échec, avec des ventes estimées à moins de 20 000 exemplaires. Toutefois, sa production et sa distribution ont cessé après que Red Hill Records a fait faillite et fermé définitivement fin 2001. Par la suite, Hudson a changé de style musical pour une pop « grand public » et, en raison de sa popularité accrue, les copies de cet album sont devenues très rares et convoitées.

## Développement et production
Avant la sortie de l'album, Katy Hudson (mieux connue désormais sous le nom de Katy Perry) avait signé chez un label chrétien indépendant appelé Red Hill Records. Après plusieurs communiqués, Perry avait mis en place son site Internet, sous ce même nom, parlant de son album et de la promotion de celui-ci à sa manière. La plupart des genres musicaux présents sont la musique chrétienne, ainsi que de la pop rock, du rock et quelques airs agressifs, dont Hudson mentionne l'un, Piercing. La production ainsi que la distribution de l'album ont cessé après la fermeture de Red Hill Records fin 2001.

## Réception initiale

### Réaction critique
Katy Hudson a reçu  un accueil positif de la part des critiques de musique. Stephen Thomas Erlewine, rédacteur pour AllMusic, a décerné à Katy Hudson une note de trois étoiles sur cinq, en précisant que, avec cet album, Hudson devait « une très lourde dette à Alanis Morissette ». Erlewine a également interprété quelques-unes des paroles des chansons comme ayant des connotations sexuelles, en les identifiant aux « choses les plus intéressantes » de l’opus, décrivant la sonorité globale du disque comme « un genre agressif, un mur de son sur-produit que certains rockers de musique chrétienne contemporaine cherchent à exploiter pour prouver qu'ils sont modernes » . Russ Breimeier du Christianity Today s’est montré positif envers Katy Hudson, soulignant le style de composition d’Hudson pour être « perspicace et bien adapté à la puissance émotionnelle » de sa musique. Il a en outre jugé Hudson comme un « jeune talent » et espérait entendre plus parler d’elle l’année suivante . De même, Tony Cummings de Cross Rhythms a aussi considéré Hudson comme un « talent vocal », recommandant aux lecteurs d’écouter l’album . Andy Argyrakis du Phantom Tollbooth a déclaré que le fait qu’Hudson avait été élevée dans une église a « porté ses fruits » et a noté que « même si elle aborde une pop simple et légère, il est difficile d’ignorer la sincérité d’Hudson et sa maturité lyrique » . DEP du magazine Billboard a également qualifié Hudson de talentueuse, jugeant le disque comme « une collection de rock moderne texturé qui est à parts égales du grain et de la vulnérabilité » et comme « impressionnant » .

### Performance commerciale
Après sa parution, Katy Hudson s’est avéré être un échec commercial pour Red Hill Records, avec un chiffre de vente d’une valeur d’estimation de 100 à 200 exemplaires ,.

## Singles
Trust in Me est sorti en tant que premier single issu de l'album, le 6 mars 2001. La chanson a reçu des critiques positives, tout au contraire des classements. De rares passages aux radios musicales airplay chrétiennes à travers l'Amérique ont tout de même eu lieu.
- 2001 : Naturally
- 2001 : Faith Won't Fail
- 2001 : Trust in Me
- 2001 : Last Call

## Liste des titres
Les crédits sont extraits des notes linéaires de Katy Hudson.
| No  | Titre                     | Auteur                             | Producteur(s)  | Durée |
| --- | ------------------------- | ---------------------------------- | -------------- | ----- |
| 1.  | Trust in Me               | Katy Hudson, Mark Dickson          | Otto Price     | 4:46  |
| 2.  | Piercing                  | Hudson, Tommy Collier, Brian White | Collier        | 4:06  |
| 3.  | Search Me                 | Hudson, Scott Faircloff            | Collier        | 5:00  |
| 4.  | Last Call                 | Hudson                             | David Browning | 3:07  |
| 5.  | Growing Pains             | Hudson, Dickson                    | Browning       | 4:05  |
| 6.  | My Own Monster            | Hudson                             | Browning       | 5:25  |
| 7.  | Spit                      | Hudson                             | Price          | 5:10  |
| 8.  | Faith Won't Fail          | Hudson, Dickson                    | Price          | 5:14  |
| 9.  | Naturally                 | Hudson, Faircloff                  | Browning       | 4:33  |
| 10. | When There's Nothing Left | Hudson                             | Browning       | 6:45  |

## Crédits
Ces crédits sont adaptés des notes linéaires de l'album.
| Personnel - Katy Hudson – chant (1–10), chœurs (2, 7, 8) - Tommy Collier – production (2, 3), guitares acoustiques (1), guitares électriques (3), claviers (2, 3), boucles (2, 3) - Otto Price – production (1, 7, 8), synthétiseurs (1, 7, 8), basse (1, 2, 4–10), boucles (2), programmation (1, 7, 8), B-3 (1, 8), guitares additionelles (7,8) - Scott Faircloff – piano (2), claviers (2, 3), orgue Wurlitzer (3) - David Browning – production (4–6, 9, 10), claviers et programmation (4–6, 9, 10), B-3 (7), piano (8), arrangements de cordes (5, 9, 10) - Chris Graffagnino – guitares (4-6, 9, 10) - Barry Graul – guitares électriques et à douze cordes (1), guitares (7,8) - Tony Morra – batterie (2–6, 9, 10) - Scott Williamson – batterie (7, 8) - Greg Herrington – batterie (1), batterie additionnelle (7) - Matt Pierson – basse (3) - Kim Palsma – bois (1, 8) - Jeffrey Scot Wills – saxophone (4) - Otto Price, III – guitare wah-wah (8) - David McMullan – cuivres (7) - David Davidson – violon (1, 7) - Kristin Wilkinson – violon alto (1, 7) - John Catchings – violoncelle (1, 7) - Mark Stuart – chœurs (1) - Stacy Tiernan – chœurs (3) | Lieux d'enregistrement - The Velvet Elvis-Nashville, Tennessee (2–6, 9, 10) - House of Tom-Cool Springs, Tennessee (2, 3) - Sound Kitchen-Cool Springs, Tennessee (3–6, 9, 10) - Kong's Cage-Franklin, Tennessee (4–6, 9, 10) |

## Informations complémentaires
- Il existe une autre version du titre Naturally, plus longue que la version de l’album.